# 廷杜夫
廷杜夫（阿拉伯语：‎）位于阿尔及利亚西部，是廷杜夫省的首府。

## 人口
廷杜夫总人口约44,058(2006年估计数据)。
| 年份           | 人口   |
| -------------- | ------ |
| 1977年人口普查 | 6,044  |
| 1987年人口普查 | 13,084 |
| 2006年估计数据 | 44,058 |

## 圖集

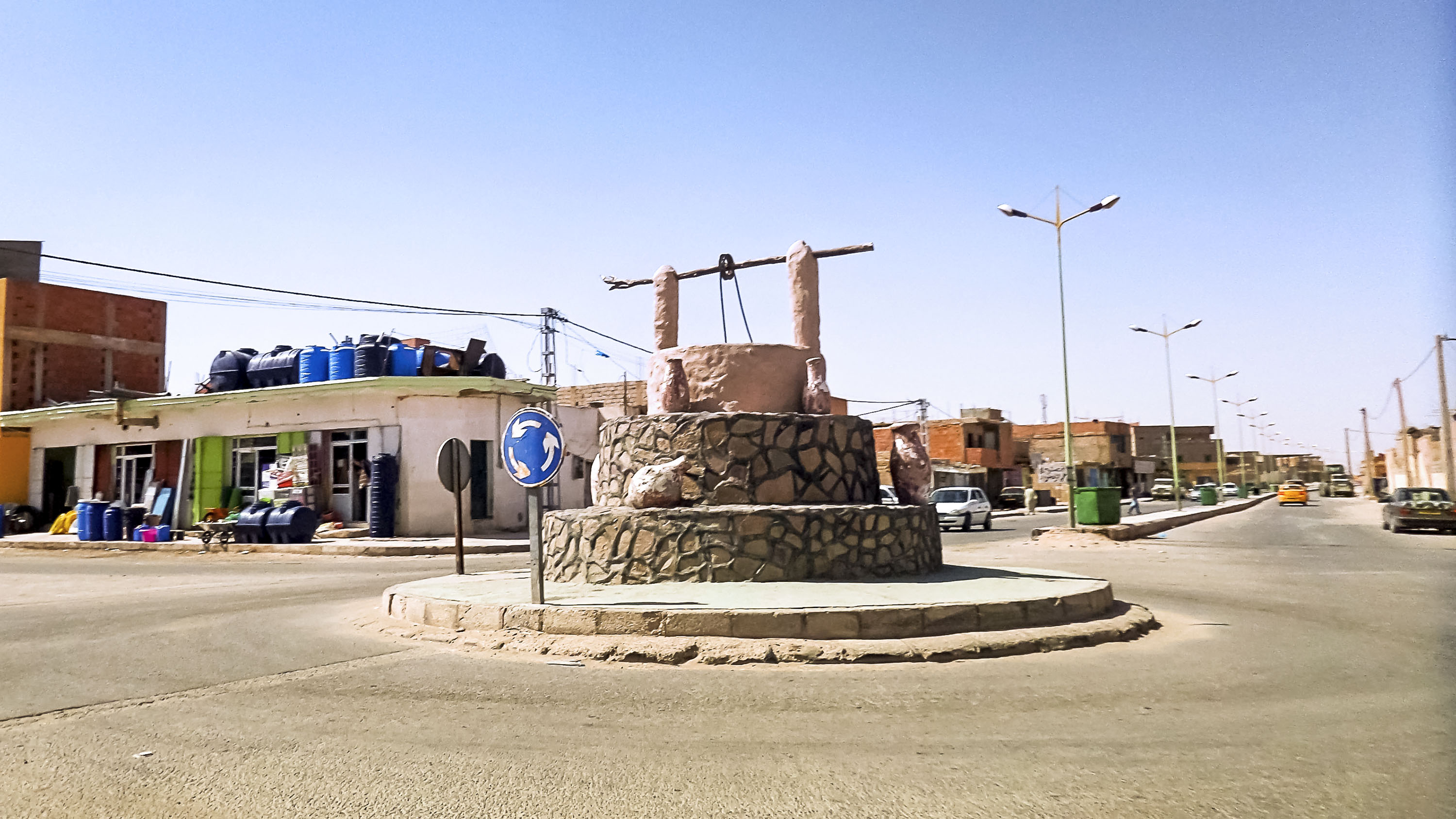
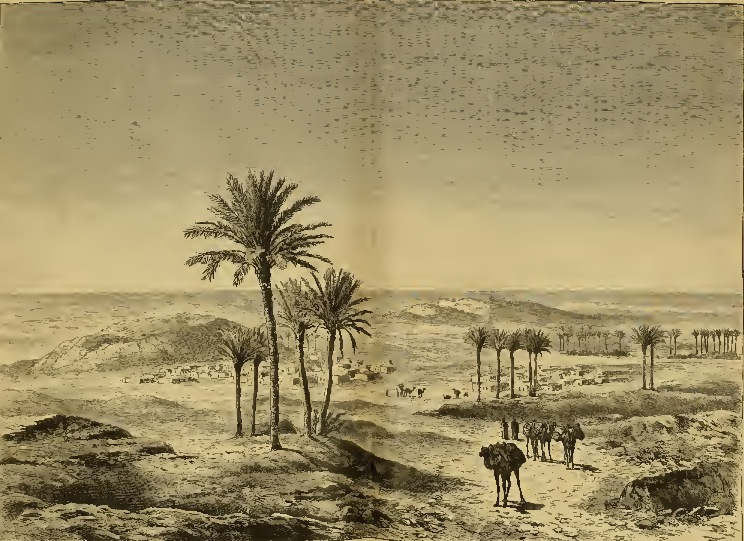
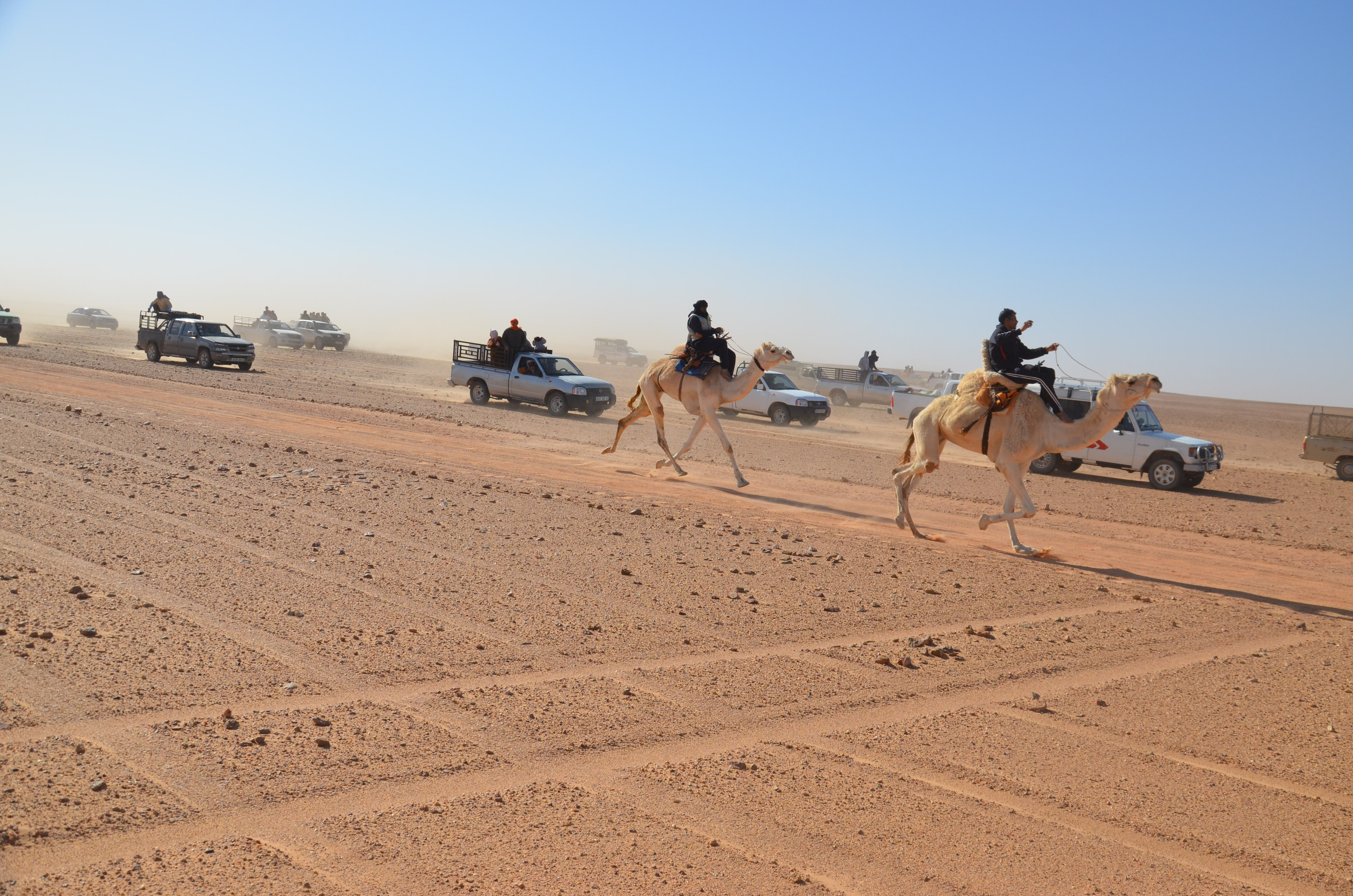
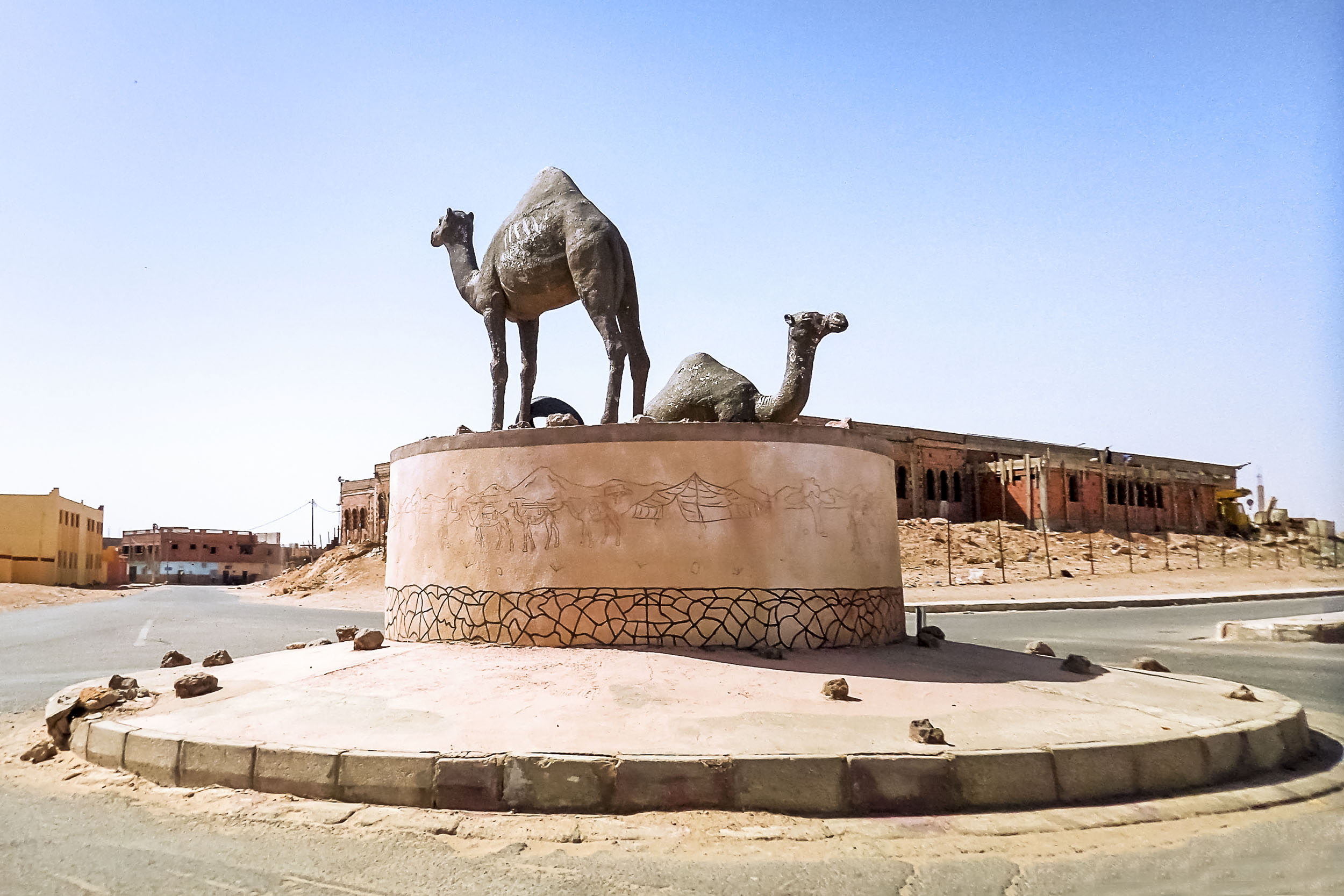

## 友好城市
- 法國 塞纳河畔伊夫里